# Yelü Dashi
Yelü Dashi (chinois : 耶律大石 ; pinyin : Yēlǜ Dàshí ou 耶律達實, Yēlǜ Dáshí), Ye-liu Ta-che  ou Yeh-Lu Ta-Shih (r. 1124-1142) est le fondateur de la dynastie Liao de l'Ouest, ou khanat Kara-Khitans (1130-1218).
Après que les Khitans sont chassés de Chine du Nord par les Jurchen en 1125-1126, une partie d'entre eux retourne au nomadisme et s’enfuient vers l’Ouest, menés par Yelü Dashi, pour fonder l’état bouddhique de Kara Khitaï (Khitan noirs) dans l’est du Turkestan occidental. Ils soumettent les régions ouigoures de Tourfan et de Koutcha puis se présentent aux frontières des Karakhanides, aux prises avec les Karlouks de l’Ili et les Kangli du nord de l’Aral. En 1130, Yelü Dashi entre à Balasagun (sur le Tchou), en dépose le souverain karakhanide et s’installe à sa place. En 1137, il occupe Kachgar, Khotan, vainc le souverain de Samarkand et se fait proclamer Kür-Khan (universel). Le sultan Saljûqide Sanjar, suzerain de Transoxiane, intervient mais est battu à la bataille de Qatwan, près de Samarkand, en 1141. Sa victoire, qui met un terme provisoire à l'expansion de l'islam en Asie centrale, est probablement l'origine de la légende, en Occident, du prêtre Jean.
La même année les Kara-Khitaï envahissent le Khwârezm, dont le Shah Atsiz doit se reconnaître tributaire. L’empire Kara Khitaï s’étend alors de Hami à la mer d'Aral et à Khodjent, sa suzeraineté vas du haut Ienisseï à l’Amou-Daria, ce qui ne manque pas d'inquiéter les pays musulmans voisins.
Yelü Dashi meurt en février 1142 et sa veuve Ta-pou-yen (塔不煙, Tǎbùyān) assure la régente de l’empire (1142-1150) pour leur fils Ye-liu Yi-lie (耶律夷列), qui règne seul de 1150 à 1164. Après sa mort, sa sœur Ye-liu Che, ou Pou-sou-wan (耶律普速完, Yēlǜ Pǔsùwán), devient régente (1163-1178). Puis Ye-liu Tche-lou-kou (耶律直魯古, Yēlǜ Zhílǔgǔ), fils de Yi-lie, gouverne personnellement de 1178 à 1211. Sous son règne l’empire entre en conflit avec ses vassaux, les Khwârazm-Shahs. Cette guerre causera la perte des deux empires au profit de l'empire mongol de Gengis Khan.

### Sources
- L’Empire des steppes, Attila, Gengis-Khan, Tamerlan, de René Grousset.